# Congrès international d'anthropologie et d'archéologie préhistoriques
Le Congrès international d'anthropologie et d'archéologie préhistoriques a été conçu en 1865 à l'initiative de Gabriel de Mortillet et d'Édouard Desor, dans le but de stimuler les études préhistoriques et de les uniformiser au niveau international. Le CIAAP a d'abord été connu sous le nom de Congrès Paléoethnologique International.

## Contexte et histoire
Les études archéologiques relatives à la Préhistoire ont connu un début bien plus compliqué que celles liées à l'Antiquité. En effet, cette période de l'histoire humaine intéressait grandement les antiquaires. Ainsi, pour ceux-ci, il s'agissait principalement de récolter les objets archéologiques. De plus, face à la vision de l’Église, il était difficilement concevable que des évènements aient eu lieu longtemps avant le déluge. C'est notamment la longue recherche de Jacques Boucher de Perthes, débutée dès 1830, de preuves de l'existence de l'homme antédiluvien, qui amena à la dénomination d'une nouvelle "ère humaine" : la Préhistoire,.
L'archéologie n'a pas toujours été ce qu'elle est actuellement. En effet, à ses débuts, elle ne pouvait pas être considérée comme une science. Au cours de son développement, elle a vu ses protocoles et ses techniques se spécifier. De plus, l'acceptation de la Préhistoire a grandement révolutionné l'archéologie car les premiers grands scientifiques à s'être intéressés à l' "anté-histoire" sont notamment des géologues. Ainsi, certaines méthodes archéologiques actuelles, comme la stratigraphie, sont communes avec les sciences de la Terre. Dès les années 1850, les découvertes archéologiques concernant la Préhistoire se font de plus en plus nombreuses, et elles suscitent des débats entre scientifiques.
La Préhistoire est restée longtemps une affaire purement nationale. C'est notamment grâce au CIAAP que les chercheurs ont pu partager leur savoir. En effet, avant le CIAAP, même si les études préhistoriques s'étoffaient dans chaque nation, la portée de celles-ci ne dépassait guère les frontières. L'organisation de réunions internationales a permis aux chercheurs de partager leurs études et ainsi de comparer leurs diverses connaissances, et a contribué à atténuer la pression des enjeux identitaires inhérents à la recherche sur les origines. Grâce à l'internationalisation des connaissances, le CIAAP a eu comme effet une forme d'uniformisation des études préhistoriques.
C'est à La Spezia (Italie), en 1865, que le congrès fut créé à l'initiative de Gabriel de Mortillet et Edouard Desor. Toutefois, Giovanni Capellini a également joué un rôle important dans l'élaboration de ce projet. Durant ses deux premières années, ce dernier était connu sous l'acronyme C.P.I. (Congrès Paléoethnologique International). Dès 1867 il fut renommé C.I.A.A.P. (Congrès international d'anthropologie et d'archéologie préhistoriques),.
Les congrès organisés par le CIAAP ont débuté en 1866 à Neuchâtel et ont été abandonnés à la suite de la session organisée en 1912 à Genève. La principale cause de la fin prématurée de ces congrès est la situation politique de l'Europe, qui déboucha notamment sur la Première Guerre mondiale. 1912 n'est pas la seule année où le CIAAP a été perméable au contexte politique : plusieurs congrès ont subi les aléas de la situation politique internationale et même du patriotisme des différentes nations. Mais il n’en a pas toujours été ainsi ; exemple, le congrès de 1871 à Bologne qui a eu lieu au lendemain de la guerre franco-allemande : les scientifiques français s'y sont rendus malgré la défaite française et ont ainsi montré que l'aspect militaire n'avait pas empiété sur l'aspect scientifique.
De plus, malgré la représentation de nombreux pays lors des divers congrès (voir section "Pays membres"), le français reste la langue majoritairement parlée. De facto, elle est devenue la langue officielle du CIAAP.
D'autres organismes, s'inspirant du CIAAP, ont vu le jour tel que l'I.I.A. (Institut International d'Archéologie) et l'U.I.S.P.P. Toutefois, malgré les nombreux efforts fournis, les congrès n'égalèrent plus l'extraordinaire succès rencontré lors des débuts du CIAAP.

## Lieu et date des congrès
Le CIAAP était international et chacun de ses congrès fut organisé dans un pays différent. Le tableau ci-dessous liste les différents lieux où se sont déroulées les conférences.
| Année | Pays et villes d’accueil |
| 1866  | Suisse - Neuchâtel       |
| 1867  | France - Paris           |
| 1868  | Angleterre - Londres     |
| 1869  | Danemark - Copenhague    |
| 1871  | Italie - Bologne         |
| 1872  | Belgique - Bruxelles     |
| 1874  | Suède - Stockholm        |
| 1876  | Hongrie - Budapest       |
| 1880  | Portugal - Lisbonne      |
| 1889  | France - Paris           |
| 1892  | Russie - Moscou          |
| 1900  | France - Paris           |
| 1906  | Monaco                   |
| 1912  | Suisse - Genève          |

## Thèmes abordés lors des différents congrès
Chaque congrès a fait l'objet d'un thème prédominant ou nouveau et chaque congrès a été organisé sous forme d'alternance entre des réunions et des visites. De plus, durant chaque congrès, un intérêt particulier a été émis sur l'archéologie du pays d'accueil du congrès.
Les membres participant au premier congrès, en 1866 à Neuchâtel et présidé par Édouard Desor, ont abordé principalement le thème des sites lacustres et des collections d'objets s'y rapportant. Ainsi, le comité de scientifiques a pu découvrir les fameux sites palafittiques bordant le lac de Neuchâtel. Toutefois, d'autres sites importants ont été cités comme celui de Zurich. La station de Greny ainsi que la métallurgie du fer ont également fait partie des thèmes abordés lors de ce congrès.
Le deuxième congrès, à Paris en 1867, a rencontré un franc succès étant donné que l'Exposition Universelle avait lieu au même moment. L'abbé Bourgeois a profité de cette occasion pour présenter les silex de Thénay et aborder la question de l'"homme tertiaire".
Le troisième congrès, à Norwich (Londres) en 1868 sous la présidence de John Lubbock, a accueilli des discussions centrées sur les sépultures (mobiliers, cistes, etc.) de diverses régions telles que l'Aberdeenshire. D'autres thèmes ont été abordés tels que la filiation de l'Homme, Stonehenge, ou encore les amas coquilliers (kjoekkenmoeddings).
Durant le quatrième congrès, présidé par Jens Jacob Asmussen Worsaae au Danemark, les kjoekkenmoeddings ont été présentées par Steenstrup et Worsaae. D'autres recherches relatives aux dolmens et aux régions nordiques ont été exposées comme la composition des sols et les objets retrouvés dans les différentes couches stratigraphiques.
Le congrès de Bologne, en Italie, ayant eu lieu en 1871 et présidé par Giovanni Gozzadini, a été marqué principalement par les Terramares et par diverses excursions sur les sites archéologiques d'Italie. D'autres scientifiques ont présenté leurs recherches sur l'archéologie des régions napolitaines et des Apennins. Un détour géographique a été fait pour aborder la question des stations lacustres en Autriche.
Présidé par M. d'Omallius d'Halloy, le congrès de Bruxelles de 1872 eut un grand succès. Tout comme les précédents congrès, un certain nombre de visites ont été organisées notamment dans les cavernes présentant des restes archéologiques. L'abbé Bourgeois a présenté la suite de ses recherches concernant l'homme tertiaire exposé une première fois au congrès de Paris en 1867.
Le congrès de Lisbonne de 1880 a accueilli la présentation des silex d'Otta.
Le quatorzième congrès, ayant eu lieu à Genève, a été présidé par l'anthropologue Eugène Pittard.

## Pays représentés
|                             | 1867 | 1869 | 1871 | 1872 | 1874 | 1889 | 1892 | 1900 | 1906 | 1912 |
| Algérie                     | X    |      |      |      |      |      |      |      |      |      |
| Allemagne                   | X    | X    | X    | X    | X    | X    | X    | X    | X    | X    |
| Argentine                   |      |      |      |      | X    | X    | X    | X    | X    | X    |
| Autriche-Hongrie            | X    | X    | X    | X    | X    | X    | X    | X    | X    | X    |
| Belgique                    | X    | X    | X    | X    | X    | X    | X    | X    | X    | X    |
| Brésil                      | X    |      |      |      | X    | X    |      |      |      | X    |
| Bulgarie                    |      |      |      |      |      | X    |      |      | X    |      |
| Canada                      |      |      |      |      |      |      |      | X    | X    | X    |
| Chili                       |      |      |      |      |      |      |      | X    |      |      |
| Cuba                        |      |      |      |      |      |      |      | X    | X    |      |
| Danemark                    | X    |      | X    | X    | X    | X    | X    | X    | X    |      |
| Écosse                      |      |      |      |      |      | X    |      |      | X    | X    |
| Égypte                      | X    |      |      |      |      |      |      |      |      | X    |
| Équateur                    | X    |      |      |      |      |      |      | X    |      |      |
| Espagne                     | X    | X    | X    | X    | X    | X    | X    | X    | X    | X    |
| États-Unis d’Amérique       | X    | X    | X    |      | X    | X    | X    | X    | X    | X    |
| Finlande                    |      | X    | X    |      | X    | X    |      |      |      |      |
| France                      | X    | X    | X    | X    | X    | X    | X    | X    | X    | X    |
| Grèce                       |      |      |      | X    | X    |      |      |      |      |      |
| Grande-Bretagne             | X    | X    | X    | X    | X    | X    | X    | X    | X    | X    |
| Italie                      | X    | X    | X    | X    | X    | X    | X    | X    | X    | X    |
| Japon                       |      |      |      |      |      | X    |      | X    |      | X    |
| Iles Canaries               | X    |      |      |      |      |      |      |      |      |      |
| Indes Orientales            |      |      | X    |      |      |      |      |      |      |      |
| Luxembourg (Grand-Duché de) | X    | X    | X    | X    | X    |      |      |      | X    |      |
| Mexique                     | X    | X    | X    | X    | X    | X    |      | X    | X    | X    |
| Monaco                      |      |      |      |      |      | X    | X    | X    | X    |      |
| Norvège                     |      | X    | X    |      | X    | X    |      |      |      |      |
| Paraguay                    |      |      |      |      |      | X    |      |      |      |      |
| Pays-Bas                    | X    | X    | X    | X    | X    | X    | X    | X    |      |      |
| Portugal                    | X    | X    | X    | X    | X    | X    | X    | X    | X    | X    |
| Provinces de la Plata       |      |      |      | X    |      |      |      |      |      |      |
| Roumanie                    | X    | X    | X    | X    | X    | X    |      | X    | X    | X    |
| Russie                      | X    | X    | X    | X    | X    | X    | X    | X    | X    | X    |
| Serbie                      |      |      |      |      |      |      | X    |      |      |      |
| Siam                        |      |      |      |      |      |      |      | X    |      |      |
| Suède                       | X    | X    |      | X    | X    | X    |      | X    | X    | X    |
| Suisse                      | X    | X    | X    | X    | X    | X    | X    | X    | X    | X    |
| Turquie                     | X    | X    |      |      | X    | X    | X    |      |      |      |
| Uruguay                     |      |      |      |      |      |      |      | X    | X    |      |
| Venezuela                   |      |      |      |      |      | X    |      |      |      |      |
| Zélande (Nouvelle-)         |      |      |      |      |      | X    |      |      |      |      |